# Etherlipid

Plasmalogen

Ein Etherlipid ist ein Glycerolipid, das eine oder mehrere Etherbindungen enthält.

## Struktur
Im Gegensatz zu den meisten Glycerolipiden ist bei einem Etherlipid nicht eine Fettsäure über eine Esterbindung an Glycerol gebunden (wie bei den Esterlipiden) oder über eine Amidbindung an Sphingosin (wie bei den Sphingolipiden), sondern ein Alkohol über eine Etherbindung.

## Biosynthese
Einige Teilschritte der Biosynthese von Etherlipiden erfolgt im Peroxisom durch die Enzyme Dihydroxyacetonphosphat-Acyltransferase (DHAPAT) und die Alkyldihydroxyacetonphosphat-Synthase (ADAPS).

## Vorkommen
Die Zellmembranen von Archaeen sind hauptsächlich aus Etherlipiden von Glycerol mit Isoprenoiden aufgebaut, dagegen die von Bakterien und Eukaryoten nicht. Zu den Etherlipiden gehören die bei Tieren vorkommenden Plasmalogene, mit einer O-1-Alkenyl-Gruppe (ein Typ der Vinylether), und der plättchenaktivierende Faktor.